# 喬納森·莫特利
喬納森·蘭杜斯·莫特利（1995年5月4日—）為美國男子籃球運動員，現效力於以色列籃球超級聯賽特拉維夫夏普爾。

## 職業生涯
2021年2月，韓國籃球聯賽仁川東土大象簽下莫特利。2021年8月，VTB聯賽庫班火車頭引進莫特利。2022年6月，莫特利與土耳其籃球超級聯賽費內巴切簽下兩年合約。
2024年6月，莫特利與以色列籃球超級聯賽特拉維夫夏普爾簽下兩年合約。11月1日，特拉維夫夏普爾表示莫特利到球隊場館收拾個人物品，特拉維夫夏普爾的老闆表示無論花多少錢球隊都不會接受買斷莫特利的合約，球員不可能以戰爭為由收到澄清信，塞爾維亞球隊貝爾格勒紅星挑錯對手，貝爾格勒紅星的體育總監表示球隊與此事沒有關聯。11月2日，特拉維夫夏普爾的老闆表示莫特利與球隊的合約價值為150萬美元，貝爾格勒紅星向莫特利報價210、220萬美元。11月6日，莫特利單方面終止與特拉維夫哈普爾的合約。11月18日，NBA記者表示莫特利與NBA G聯盟球隊簽約。11月19日，以色列籃球協會致函國際籃球總會與歐洲籃球總會不要向莫特利提供澄清信。11月28日，特拉維夫夏普爾宣布莫特利重返球隊走完剩餘合約。

## 外部連結
- 喬納森·莫特利在NBA（英语）
- 喬納森·莫特利在VTB聯賽（英语）
- 喬納森·莫特利在土耳其籃球超級聯賽（英语）
- 喬納森·莫特利在韓國籃球聯賽（英语）
- 喬納森·莫特利在Basketball-Reference.com（NBA）（英语）
- 喬納森·莫特利在Basketball-Reference.com（NBA G聯盟）（英语）
- 喬納森·莫特利在Basketball-Reference.com（國際）（英语）
- 喬納森·莫特利在Sports-Reference.com（NCAA）（英语）
- 喬納森·莫特利在ESPN（NBA）（英语）
- 喬納森·莫特利在Eurobasket.com（球員）（英语）
- 喬納森·莫特利在RealGM（英语）
- 喬納森·莫特利在Proballers（英语）
- 喬納森·莫特利在Flashscore（英语）